# Believe Munongo
Believe Munongo, né le 23 novembre 2009 à Metz, est un footballeur français qui joue au poste de milieu de terrain au FC Metz.

## Biographie

### Carrière en club
Né à Metz en France, Believe Munongo est formé par le FC Metz, où il s'illustre d'abord en équipes de jeunes avec le club de championnat de France.

### Carrière en sélection
Believe Munongo est international junior avec l'équipe de France des moins de 17 ans à partir de janvier 2025.
Il est convoqué avec l'équipe de France des moins de 17 ans pour participer au Championnat d'Europe des moins de 17 ans qui a lieu en mai et juin 2025,, étant à seulement 15 ans le plus jeune joueur du groupe. La France atteint la finale de la compétition après sa victoire face à la Belgique (3-2),.

## Palmarès
France -17 ans
- Championnat d'Europe
  - Finaliste en 2025